# A gyermekkor történelme
A gyermekkor történelme Philippe Ariès francia történész 1960-ban megjelent nagy hatású, A gyermekkor évszázadai című könyve óta foglalkoztatja a társadalomtörténetet. Azt állította, hogy a "gyermekkort" mint fogalmat a modern társadalom hozta létre. Ariès festményeket, sírköveket, bútorokat és iskolai feljegyzéseket tanulmányozott. Megállapította, hogy a 17. század előtt a gyermekeket minifelnőttként ábrázolták.
Más tudósok hangsúlyozták, hogy a középkori és kora újkori gyermeknevelés nem volt közömbös, hanyag vagy brutális. Stephen Wilson történész szerint az iparosodás előtti szegénység és a magas csecsemőhalandóság (a csecsemők egyharmada vagy annál is több halt meg) összefüggésében a tényleges gyermeknevelési gyakorlat az adott körülmények között megfelelő viselkedést jelentett. Rámutat a betegség alatti kiterjedt szülői gondoskodásra és  a halál miatti gyászra, a szülők áldozatvállalására a gyermek jólétének maximalizálása érdekében, valamint a gyermekkor széles körű kultuszára a vallási gyakorlatban.

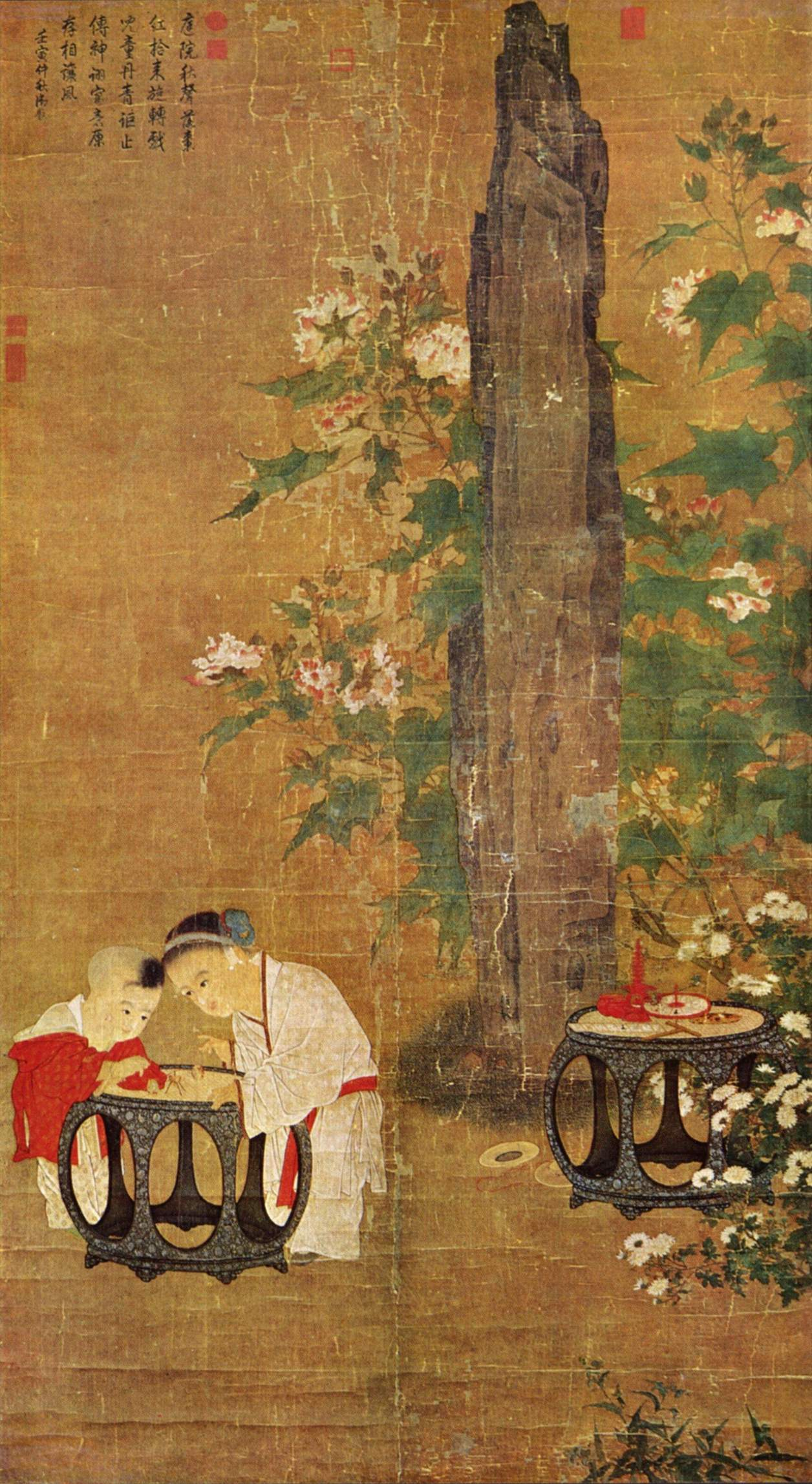
Játszó gyermekek, A Song-dinasztia kínai művészének, 'Su Hanchen'-nek alkotása, Kr. u. 1150 körül

## Az iparosodás előtt és a középkor
A történészek feltételezték, hogy az iparosodás előtti korszakban a hagyományos családok a nagycsaládot foglalták magukban, amelyben a nagyszülő, a szülők, a gyermekek és talán néhány más rokon együtt élt, és amelyet egy idős pátriárka irányított. Voltak erre példák a Balkánon - és az arisztokrata családokban. Nyugat-Európában azonban a tipikus minta a sokkal egyszerűbb, férjet, feleséget és gyermekeiket (és esetleg egy cselédet, aki lehetett rokon is) magában foglaló nukleáris család volt. A gyerekeket gyakran küldték el ideiglenesen szolgaként a segítségre szoruló rokonokhoz.
A középkori Európában az élet különböző szakaszainak modellje létezett, amely körülhatárolta, hogy mikor kezdődik és mikor ér véget a gyermekkor. Egy csecsemő neves eseménynek számított. A nemesek azonnal olyan házassági megállapodáson kezdtek el gondolkodni, amely a család javát szolgálta. A születésnapok nem voltak jelentős események, mivel a gyermekek megünnepelték a szentek napját, akikről nevüket kapták. Az egyházi jog és a szokásjog a gyermekeket bizonyos szempontból a felnőttekkel egyenrangúnak, más szempontból pedig különbözőnek tekintette.
A 19. századig a gyermekek túlnyomó többsége esetében a nevelés a családok kizárólagos feladata volt. A középkorban a nagy székesegyházak kis létszámú, tizenéves fiúk számára tartottak oktatási programokat, amelyek célja a papok előállítása volt. Kezdtek megjelenni az egyetemek, amelyek orvosok, jogászok és kormánytisztviselők, valamint (főleg) papok képzésére szolgáltak. Az első egyetemek 1100 körül jelentek meg: a Bolognai Egyetem 1088-ban, a Párizsi Egyetem 1150-ben, az Oxfordi Egyetem pedig 1167-ben. A diákok már 13 éves korukban beiratkoztak, és 6-12 évig maradtak.

## Korai modern korok
Az Erzsébet-kori Angliában a társadalmi normák átadása családi ügy volt, és a gyerekeket megtanították a helyes viselkedés és mások tiszteletének alapvető illemszabályaira.
Néhány fiú gimnáziumba járt, amelyet általában a helyi pap tanított.
Az 1600-as években Európában megkezdődött a gyermekekkel és a "gyermekkor" fogalmával kapcsolatos filozófiai és társadalmi hozzáállás változása.
A felnőttek egyre inkább úgy tekintettek a gyermekekre, mint különálló lényekre, akik ártatlanok, és akiknek szükségük van a körülöttük lévő felnőttek védelmére és nevelésére.
John Locke angol filozófus különösen nagy hatással volt a gyermekekkel szembeni újfajta hozzáállás meghatározására, különösen a tabula rasa elméletét illetően, amelyet 1690-ben az An Essay Concerning Human Understanding (Értekezés az emberi értelemről) című művében hirdetett meg. Locke filozófiájában a tabula rasa azt az elméletet jelentette, hogy az (emberi) elme születésekor "üres tábla", az adatok feldolgozására vonatkozó szabályok nélkül, és hogy az adatok hozzáadása és a feldolgozás szabályainak kialakítása kizárólag az érzékszervi tapasztalatok alapján történik. E tan következménye volt, hogy a gyermek elméje üresen születik, és a szülők kötelessége, hogy a gyermeket helyes fogalmakkal ruházzák fel. Maga Locke is hangsúlyozta annak fontosságát, hogy a gyermekeknek "könnyű, kellemes könyveket" kell biztosítani az elméjük fejlesztéséhez, ahelyett, hogy erőszakkal kényszerítenék őket: "a gyermekeket a betűk ismeretére lehet rávezetni; olvasni lehet tanítani őket anélkül, hogy azt másnak, mint sportnak éreznék, és magukat játszhatják bele abba, amiért másokat megkorbácsolnak".
A kapitalizmus korai időszakában a nagy, kereskedelmi középosztály felemelkedése, főként a protestáns országokban, Hollandiában és Angliában, új családideológiát hozott létre, amelynek középpontjában a gyermeknevelés állt. A puritanizmus az egyéni üdvösség fontosságát és a gyermekek lelki jólétével való törődést hangsúlyozta. Széles körben elismertté vált, hogy a gyermekek saját jogokkal rendelkeznek. Ez magában foglalta a szegény gyermekek létfenntartáshoz, közösséghez való tartozáshoz, oktatáshoz és munkahelyi képzéshez való jogát. Az Erzsébet-kori Angliában a szegénysegélytörvények minden egyházközségre felelősséget róttak, hogy gondoskodjanak a területükön élő összes szegény gyermekről.

### Gyermekkor a kora újkori Angliában
A korai újkor folyamán a gyermekkor több részre oszlott: a serdülőkorra, a munkára és a családi munkára, az oktatásra, valamint a szexuális kapcsolatokra és a házasságra. A fejlődés ezen különböző lépéseit meghatározó életkorok azonban önkényesek voltak. Függetlenül az egyes fejlődési szakaszok életkori leírásától, minden ember életében végigjárta ezeket a szakaszokat. Ez a kutatás a gyermekkor szakaszaira összpontosít a kora újkori Angliában, pontosabban a tizenhatodik század közepétől a tizenhetedik század közepéig.
A serdülőkor egy rövid ideig tartó időszak volt a gyermek életében. Sok történész vitatja ezt a gyors átmenetet a felnőtt életbe. Philippe Ariès tanulmányt végzett a gyermekkorról, és azt állította, hogy elméletben és gyakorlatban a serdülőkor szinte ismeretlen volt, és azt állította, hogy amint egy gyermek elérte a hat vagy hét éves kort, a felnőttek világának részévé válik.
Más történészek azt állították, hogy "a serdülőkor - a virágzó vagy buja kor... kezdődhetett 9 éves korban, de kezdődhetett 14 évesen is; átfoghatta a 14, vagy 18 év közötti éveket egészen 25, 28 éves korig, vagy egyszerűen a házasságig".
Nehéz megfelelően értékelni a gyermekkor különböző szakaszait, mert nem volt olyan meghatározó pillanat, amely a szakaszok közötti átmenetet jelezte volna. Így ez az önkényes értelmezés konfliktussá válik a történészek között. Ettől függetlenül vannak olyan általános kategóriák, amelyek a korosztályi különbségek ellenére némiképp mindenre kiterjedőek.
A teoretikusok körében elterjedt, közös meggyőződés az emberi ösztönöket a serdülőkortól kezdve eredendően bűnösnek írja le, különösen a csecsemőknél, a gyermekeknél és az ifjúságnál.
Ez a görög orvos, Galénosz elméletéhez kapcsolódik. Az ő elméletén belül a galenusi fiziológia úgy vélte, hogy az ember négy külön életkoron megy keresztül, amelyeket egy-egy 'humor' irányít. "A kis csecsemőket a vérnedv uralta, az érett embereket a fekete epe, az öregkort pedig a flegma(nyálka). A fiatalságot a vörös epe irányította, amelyet szintén a forrósággal és szárazsággal, a nyári évszakkal és a tűzzel hoztak összefüggésbe... Az ifjúságnak mint forró vérmérséklet, vagy humor, vagy tűz által irányított időszaknak a fogalma... számos tulajdonságot felidézhetett: merészség, gőg, túlzott aktivitás, meggondolatlanság, a veszekedésre és bosszúra könnyen hajlamos szellem, és különösen az engedetlenség, lázongás és lázadás".
Ez a gyermekkori kamaszkorhoz kapcsolódó agresszivitás és meggondolatlanság a vallásban a bűnnel való összefüggést eredményezte. Emiatt a katolikus szülők feladata volt, hogy állandó és szorgalmas nevelésben, szigorú fegyelemben és megfelelő oktatásban részesítsék gyermekeiket. Ezek nélkül gyermekeik kísértésbe esnének, hogy rosszat tegyenek. Ráadásul a gyermekek mintegy fele meghalna, mielőtt tízéves lenne, ezért a szülők szigorú fegyelmet követeltek meg, és tartózkodtak a túl sok gyengédség alkalmazásától, ami csak növelte a gyermekek tiszteletét a szüleik iránt. A kora újkorból származó több önéletrajzban a szerzők még azt is bevallották, hogy küszködtek aközött, hogy Isten vagy a Sátán meghívásait kövessék-e.
A legtöbb szerző azonban megrovásban részesítette magát, amiért erkölcstelen gondolatai voltak, sőt, később az életben még a spirituális gyakorlatok iránti hajlamot is eredményezte. Annak ellenére, hogy ezek a negatív elméletek hogyan korreláltak a serdülőkorral, néha ezek a viselkedések elfogadhatóak voltak, mert az általános konszenzus az volt, hogy ezek a viselkedések idővel eltűnnek. Ezért nem minden, a serdülőkorral kapcsolatos asszociáció volt kedvezőtlen. Fontos volt azonban, hogy a szülők végigkísérjék gyermekeiket a serdülőkor ezen durva szakaszain, hogy biztosítsák e tendenciák teljes eltűnését. A gyerekek nagyra értékelték szüleik véleményét és áldását, ezzel is hangsúlyozva a szülő-gyermek kapcsolat fontosságát a serdülőkor szakaszaiban. A gyerekeknek már egészen fiatal koruktól kezdve segíteniük kellett a családon belüli munkában; ezektől a gyerekektől azt is elvárták, hogy addig segítsenek a családnak, amíg nem képesek vagy hajlandóak elhagyni a házat. Ahogy nőttek, a gyerekek fizikailag megterhelőbb vagy nehezebb munkákat kaptak. Mindehhez hozzátartozik, hogy a fiúknak és a lányoknak más-más feladatokat kellett elvégezniük felnőve, amelyek általában beleillettek azokba a feladatokba, amelyeket később az életük során kellett volna elvégezniük. A gyerekeknek a háztartáson belül olyan munkáik voltak, amelyeket egész évben végeztek. Ezek közé tartozott a vízhordás és a tüzelőanyaghoz szükséges botok gyűjtése, az anyák segítése a fejésben, az ételkészítés, a takarítás, a mosás és a javítás és egyéb feladatok teljesítése.
Ezek a feladatok attól függtek, hogy az egyes családok milyen régiókban éltek; a vidéki családok megtanították a gyerekeket fonásra és kártolásra, és néhány lányt harisnyakötésre, kézi kötésre és csipkeverésre tanítottak. Ezek hasznos készségek voltak a városi nők számára is, mivel ezek a 17. században népszerű iparágakká váltak. Más évszakokban a gyerekek számtalan feladatot végeztek a birtok körül. A fiatalabb gyerekek segítettek a szántásban, a madarak elriasztásában a kukoricától, a gyomok kihúzásában, a gyümölcsök begyűjtésében és a trágya szétszórásában. Télen a gyerekek még mindig segítettek szüleiknek "csépléssel, a kévék rakásával, a csűr takarításával, és azokon a helyeken és talajokon, ahol ezt télen is megkövetelték, szántással is".
A családi munkákban való segédkezés révén a gyerekek megtanulták a munka fontosságát és értékét. Ez nemcsak a fejlődéshez volt elengedhetetlen, hanem a szegénységben élő családok számára is biztosított anyagi forrásokat. A tizenhatodik századtól a tizenhetedik század első feléig Anglia lakossága megduplázódott, elérve az 5 milliót.
Ahogy nőtt a népesség, úgy nőtt a szegénység is. A gyermekek jobban ki voltak téve a szegénységnek, ami megmagyarázza, miért volt olyan fontos a munka; ha a gyermekek nem segítettek, akkor gazdasági teherré válhattak a családjuk számára.
E feladatokon belül nemek szerinti különbségek voltak a munkakörök között. Az egyik beszámoló felidézi, hogy a nővérüket megtanították olvasni, kötni, tűvel dolgozni és fonni.
Nemcsak ez, hanem a fiatal lányok a házimunkában is segítettek a mosásban, a bevásárlásban és az ételek elkészítésében. Ebből arra lehet következtetni, hogy ezeket a munkákat jellemzően a nőkre bízták, mivel ez korrelált azokkal a feladatokkal, amelyeket később az életük során végezni fognak. A gyermekek felkészítése az életben való boldoguláshoz szükséges információkkal a szülők számos felelőssége közé tartozott.
Az oktatás jelentősen különbözött a férfiak és a nők esetében Angliában. A patriarchális társadalomban élő férfiak társadalmi előnyökkel rendelkeztek, amelyek közé tartozott, hogy életük korai szakaszában többségében stabil oktatásban részesültek. A nőket ezzel szemben jellemzően olyan, inkább segítő jellegű oktatásban részesítették, amely segítette őket abban, hogy háztartásbeliek legyenek, vagy alapvető munkát végezzenek.
A férfiak esetében az oktatásuk elsősorban abból állt, hogy felkészítsék őket a különböző területeken a jövőbeli karrierjükre.
A férfiak számára a "felsőoktatással, az egyházzal, a joggal, az orvostudománnyal, az üzleti és kézműves foglalkozásokkal, a katonai szolgálattal, a haditengerészettel és a földműveléssel" kapcsolatos szakmákat tartották megfelelőnek.
A tizenhetedik században az iskolák száma jelentősen megnőtt, ami nagyobb hozzáférést biztosított az alapfokú és a felsőfokú oktatáshoz.
Ezek jellemzően bentlakásos iskolák voltak, de országszerte szétszórtan voltak olyan nők, akik alapvető olvasást és írástudást tanítottak olyan családoknak, akik nem tudták messzire küldeni a fiaikat.
Az iskolai oktatáshoz való könnyű hozzáférés miatt sok férfi képezte magát, és képes volt magasabb szintű állásokhoz jutni. Az angliai liberális oktatási programok célja az volt, hogy "'úriembereket készítsenek fel a parlamentre, a szószékre és az ügyvédi kamarára; a magánbirtokok és közmunkák irányítására, a szakmákra és a tudományosságra'".
A bőséges lehetőségek miatt a férfiak hatalmi pozíciókba emelkedtek, akár a háztartásban, akár a politikában. A nők azonban nem jutottak hozzá ugyanilyen mértékben ezekhez az erőforrásokhoz. Nőtt az iskoláslányok és a leányinternátusok száma. Míg a férfiak elvállalták a számukra felkínált változatos pozíciókat, a nők "főzést és mosást... varrást... kézimunka... és a társadalmi elvárásokat a zene és a tánc tanításán keresztül tanulták". A nők iskoláztatása elsősorban háztartási célokat szolgált. Az iskoláztatás sem volt feltétlenül jellemző a nőkre; általában a felsőbb családok taníttatták lányaikat. Összességében a nők jelentős része nem rendelkezett formális iskolai végzettséggel. A klasszikus oktatás luxusnak tűnt; az "ellátással, a háztartás betegségeinek kezelésével, a birtokok védelmével az apák, testvérek és férjek távollétében, valamint a jogi ügyek intézésével kapcsolatos ismeretek elengedhetetlenek voltak a birtokok zavartalan működéséhez".
Annak ellenére, hogy nem volt könnyű hozzáférni a formális oktatáshoz, a nők voltak felelősek gyermekeik tanításáért. A szülők kötelessége volt, hogy erkölcsük és értékrendjük formálásával végigkísérjék gyermekeiket az életen, ezért a nők nem rendelkeztek a férfiakkal azonos lehetőségekkel. Ennek ellenére hasznosnak bizonyultak a háztartás vezetésében; legyen szó akár a gyermekek gondozásáról, ruhák varrásáról vagy a házimunkáról. Az oktatás terén az egyenlőség még sokáig nem valósult meg, de a nők az oktatási lehetőségek hiánya ellenére kis lépéseket tettek az olvasás és az írás-olvasás elsajátítása terén.
A gyermekkor jellemzően a házassággal ért véget. A szüzesség és az udvarlási folyamatok elméletei a kora újkorban szintén a társadalom patriarchális struktúráját erősítették; a házasság egy újabb emlékeztetője volt annak, hogy ez a patriarchális struktúra hogyan hat a háztartásokra. A házasságkötést követően a férfiak és a nők jellemzően a szülőség felé fejlődtek, ami a serdülőkor végét szimbolizálta.
Mielőtt az udvarlás megtörtént volna, mind a férfiak, mind a nők családjából eredő nyomás volt a házasságkötésre, de mindkét fél között lehetett alkalmi kapcsolat is. A férfiak örömtanya látogatása nem volt szokatlan; "úgy tűnik, hogy a fiatalok akkoriban... kevésbé merevek voltak erkölcseikben, mint a házas felnőttek. Ez igaz volt a férfiakra és bizonyos mértékig a nőkre is".
Az udvarlás is előfordult. Ez magában foglalta a nyilvános eseményeken való "alkalmi társaságot", de a sokkal privátabb helyeken való találkozásokat is; ez magában foglalta a "rendszeres találkozásokat, a szoros ismeretséget és a sok testi érintkezést magán- vagy félmagánhelyeken".
Ritkán előfordult, hogy a párok egy egész éjszakát együtt töltöttek ott, ahol "a fiatal nő lakott, egy sörözőben vagy a szabadban".
Az udvarlás után következett a házasság. A házasság rendkívül fontos volt a kora újkori társadalomban. Egyes történészek még úgy vélik, hogy ez volt az egyik legfontosabb folyamat a felnőttkor elérésében . "Egy külön háztartás kialakításával járt, amely társadalmi és gazdasági szerepek sokaságát töltötte be - a férfi tekintély és uralom helyszíne volt, valamint a szaporodás, a fogyasztás és a termelés egysége".
A patriarchális háztartás kulcsfontosságú volt a sikeres házasságban. A háztartásban elsősorban a férj rendelkezett a legnagyobb hatalommal, míg a feleség feladata az anyaság, a gyermeknevelés és a háztartás fenntartása volt.
Bár a házasság patriarchális struktúrája fontos volt, voltak korlátai is. A házassággal kapcsolatban számos társadalmi elvárás volt, különösen a nőkkel szemben. A házas nőket körülvevő szexuális szokásokkal kapcsolatos elvárások azt eredményezték, hogy bizonyos attitűdök alakultak ki a női fiatalság körül. Sőt, még azelőtt is volt nyomás a házasság körül, hogy a nő egyáltalán férjhez ment volna; "a nők partnerválasztására és udvarlására nehezedő családi nyomás erősebb volt, mint a férfiakra nehezedő nyomás".
Annak ellenére, hogy a nőknek mennyire szükséges volt megházasodniuk ahhoz, hogy teljes mértékben érvényesüljenek az életben, a nőket rendkívül korlátozták abban, hogy mit tehetnek. Általában a háztartásban való munkavégzésre korlátozódtak, kivéve, ha a férjük elhunyt, vagy ha szükségük volt plusz pénzre, amiben a nő valószínűleg a textiliparban helyezkedett el. Összességében a házasság fontos volt a felnőttkor szimbolizálásában, de mégis korlátozta a nőket és a társadalomban betöltött szerepüket.
A gyermekkornak több szakasza volt a kora újkori Angliában. Mindegyik fejlődési szakasznak megvoltak a sajátos jellemzői, amelyeket a családtagok munkája vagy felelőssége követett. A nők és a férfiak hasonló jellemzőkkel rendelkeztek serdülőkorban, de ahogy idősebbek lettek, mindketten szétváltak, hogy felvegyék a nemspecifikus szerepüket, ami megvalósította a patriarchális társadalom eszméjét.

## A felvilágosodás kora

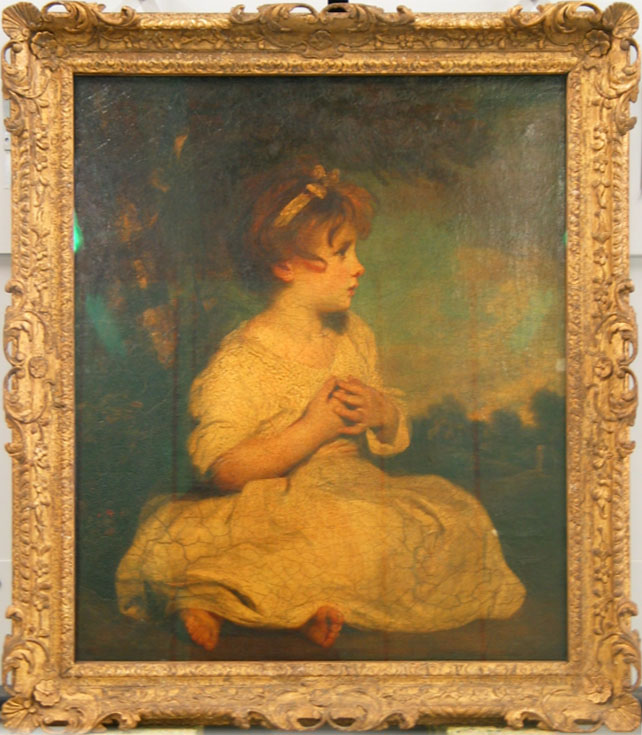
Az ártatlanság kora", 1785/8 körül. Joshua Reynolds a gyermekek természetes kecsességét hangsúlyozta festményein

A felvilágosodás és az azt követő romantika korszakában kezdett kialakulni a gyermekkor modern felfogása a maga autonómiájával és céljaival. Jean-Jacques Rousseau fogalmazta meg a gyermekekkel szembeni romantikus attitűdöt 1762-ben megjelent híres regényében, az Emil, avagy a nevelésről című művében. John Locke és más 17. századi gondolkodók eszméire építve Rousseau a gyermekkort a menedék rövid időszakaként írta le, mielőtt az emberek a felnőttkor veszélyeivel és nehézségeivel találkoznának. "Miért fosztjuk meg ezeket az ártatlanokat az örömöktől, amelyek oly gyorsan elmúlnak" - kérdte Rousseau. "Miért töltik meg keserűséggel a gyermekkor múló első napjait, mely napok számukra éppúgy nem térnek vissza, mint számodra?"
A gyermekkornak mint az isteniség és az ártatlanság helyének gondolatát William Wordsworth az "Óda:Intimations of Immortality from Recollections of Early Childhood",című művében (1807) tovább fejtegeti amelynek képi világát "a pásztori esztétika, az istenség panteista nézeteinek és a lelki tisztaság eszméjének összetett keverékéből alakította ki, amely a pásztori ártatlanság édeni fogalmán alapul, amelyet a reinkarnáció neoplatonikus elképzelései hatnak át".
Margaret Reeves történész szerint a gyermekkornak ez a romantikus felfogása az általánosan elismertnél hosszabb múltra tekint vissza, gyökerei a gyermekkor hasonlóan fantáziadús konstrukcióira vezethetők vissza, amelyek például a XVII. századi metafizikus költő, Henry Vaughan neoplatonikus költészetében (pl. "The Retreate", 1650; "Childhood", 1655) terjedtek el. Az ilyen nézetek ellentétben álltak a gyermeki romlottságról vallott harsányan didaktikus, kálvinista nézetekkel.
Ezek az új szemléletmódok a gyermekek művészi ábrázolásainak drámai növekedése alapján is érzékelhetők ebben az időben. Ahelyett, hogy a gyermekeket a felnőttek kis változataként ábrázolták volna, akik jellemzően "felnőtt" feladatokat végeztek, egyre inkább fizikailag és érzelmileg különállónak ábrázolták őket, és gyakran az 'ártatlanság' allegóriájaként használták őket. A gyermekeket a társadalom által elfogadott és elismert gyermeki ártatlanság mítoszának köszönhetően a gyermekeket erőtlennek és az őket körülvevő felnőtt világgal szemben alsóbbrendűnek tekintették és ismerték el.
Sir Joshua Reynolds kiterjedt gyermekportréi egyértelműen bizonyítják a kisgyermekekkel szembeni új, felvilágosult hozzáállást. Az 1788-as "Az ártatlanság kora" című festménye, amely a pózoló gyermek ártatlanságát és természetes kecsességét hangsúlyozza.
Locke elméletére építve, miszerint minden elme üres táblaként kezdődik, a tizennyolcadik században jelentősen megnőtt a könnyebben olvasható gyermekkönyvek, valamint az olyan kiadványok, mint a versek, történetek, novellák és játékok száma, amelyek a kis tanulók befolyásolható elméjét célozták meg. Ezek a könyvek az olvasást, az írást és a rajzolást mint a gyermekek önképzésének központi formáit népszerűsítették.
Ebben az időszakban a gyermeknevelés egyre elterjedtebbé és intézményesítetté vált, hogy az egyházat és az államot ellátja funkcionáriusokkal akiket a jövendőbeli adminisztrátorainak szánt. A filantrópok kis helyi iskolákat hoztak létre, ahol a szegény gyerekek megtanultak írni és olvasni, míg a nemesi és polgári elit fiai és lányai külön nevelést kaptak a gimnáziumban és az egyetemen.

## A gyermekek jogai a törvény értelmében
Az angliai iparosodás kezdetével egyre nyilvánvalóbbá vált az eltérés a gyermekkor magasröptű romantikus eszményei és a gyermekek munkahelyi kizsákmányolásának növekvő mértékű valósága között. Bár a gyermekmunka az iparosodás előtti időkben is gyakori volt, a gyermekek általában segítettek szüleiknek a mezőgazdasági vagy háziipari munkákban. A 18. század végére azonban a gyerekeket kifejezetten a gyárakban és bányákban, valamint kéményseprőként foglalkoztatták, gyakran hosszú órákat dolgoztak veszélyes munkákban, alacsony fizetésért.
Angliában és Skóciában 1788-ban 143 vízzel hajtott gyapotgyárban a munkások kétharmadát gyerekeknek nevezték.
A 19. századi Nagy-Britanniában a szegény családok egyharmada volt kenyérkereső nélkül, haláleset vagy elhagyás következtében, ami sok gyermeket fiatal korától kezdve munkára kötelezett.

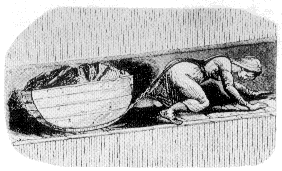
A szénbányákban a gyerekek a felnőttek számára túl szűk és alacsony alagutakban kúsztak.

A század előrehaladtával a szegények gyermekei életkörülményei és a gyermekkorról mint az ártatlanság időszakáról alkotott középosztályi elképzelés közötti ellentmondás vezetett az első kampányokhoz a gyermekek jogi védelmének előírása érdekében. A reformerek az 1830-as évektől kezdve támadták a gyermekmunkát, amit Charles Dickens londoni utcai életének borzalmas leírásai is alátámasztottak.
A kampány a gyári törvényekhez vezettek, a vezéralakja Anthony Ashley Cooper volt, aki törvényjavaslatokat terjesztett a parlament elé a gyermekek munkahelyi kizsákmányolásának enyhítésére. 1833-ban ő terjesztette be az alsóházba az 1833-as tízórás törvényt, amely előírta, hogy a gyapot- és gyapjúiparban dolgozó gyermekeknek legalább kilencévesnek kell lenniük; tizennyolc év alatti személy nem dolgozhatott napi tíz óránál vagy szombaton nyolc óránál többet; és huszonöt év alattiak nem dolgozhattak éjszaka. A század folyamán a jogi beavatkozások növelték a gyermekkor védelmének szintjét, a kormányzati beavatkozással szembeni viktoriánus laissez-faire hozzáállás elterjedtsége ellenére. 1856-ban a törvény megengedte a gyermekmunkát 9 éves kor után heti 60 órában. 1901-ben a megengedett gyermekmunkakort 12 évre emelték.

## Modern kor
A gyermekekhez való modern hozzáállás a 19. század végére alakult ki; a viktoriánus közép- és felsőbb osztályok a család szerepét és a gyermek szentségét hangsúlyozták - ez a hozzáállás azóta is meghatározó a nyugati társadalmakban.
Ez a gyermekirodalom új műfajának kialakulásában is megmutatkozik. A korábbi korszak gyermekkönyveinek didaktikus jellege helyett a szerzők humoros, gyermekközpontú, a gyermeki fantáziára jobban hangolt könyveket kezdtek írni. Thomas Hughes 1857-ben jelent meg a 'Tom Brown's School Days' című könyve, amelyet az iskolai mesék hagyományának megalapozó könyveként tartanak számon. Lewis Carroll 1865-ben Angliában megjelent Alice Csodaországban című fantáziavilága jelezte a gyermekeknek szóló írásmód változását a fantáziadús és empatikus írásmód felé. Az első "gyermekeknek írt angol remekműként" és a fantasy-irodalom fejlődésének egyik alapműveként számon tartott mű megjelenése nyitotta meg a gyermekirodalom "első aranykorát" Nagy-Britanniában és Európában, amely egészen az 1900-as évek elejéig tartott.

### Kötelező iskoláztatás

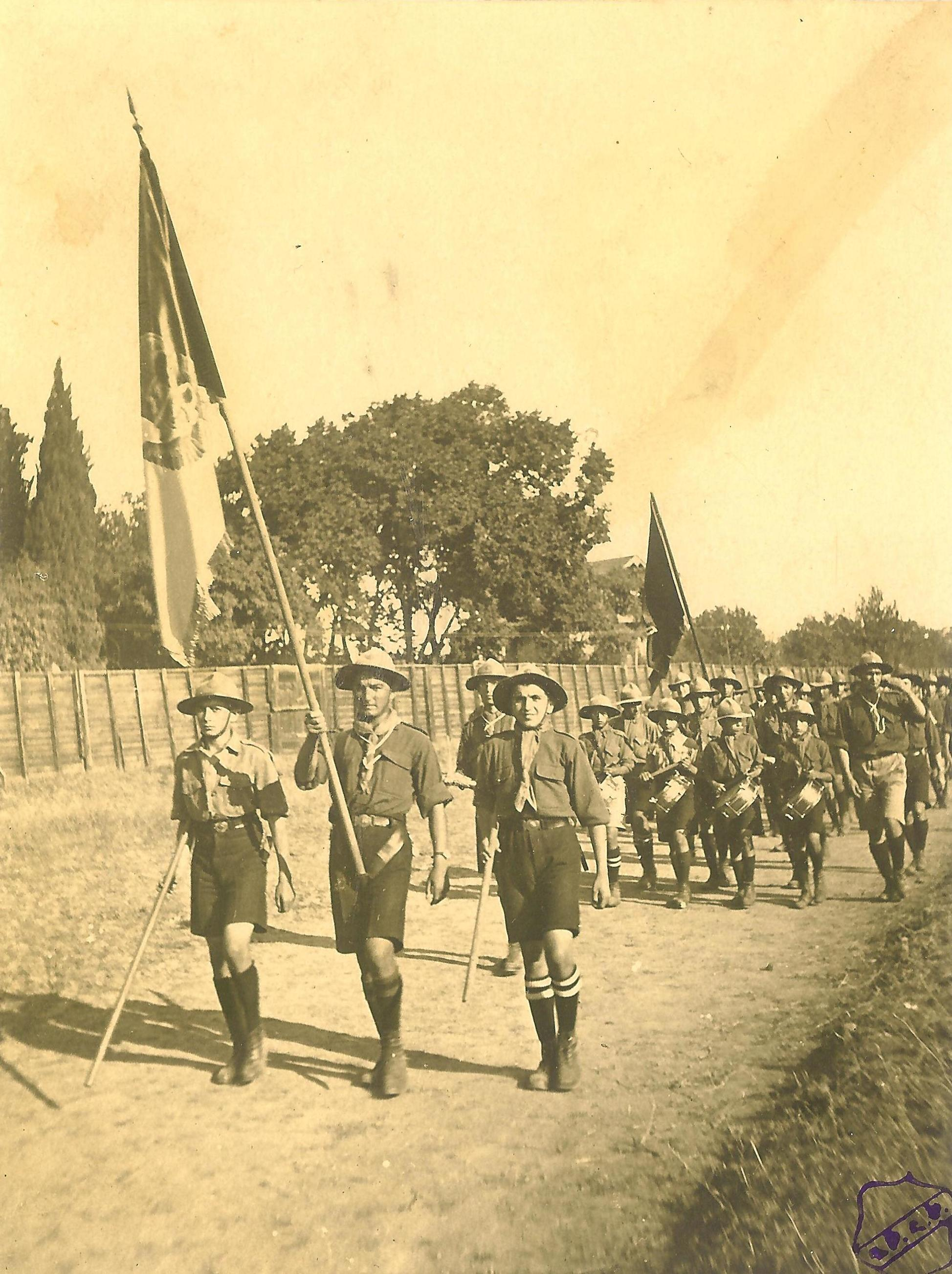
Örmény cserkészek első felvonulása Konstantinápolyban 1918-ban

Lásd még: Tankötelezettség Magyarországon
A század második felében Európa szerte bevezették a gyermekek kötelező állami iskoláztatását is, ami döntően a munkahelyekről az iskolákba vitte a gyerekeket. Az állami iskoláztatás modern módszerei, az adók által támogatott iskolák, a kötelező iskolalátogatás és a képzett tanárok először
Poroszországban jelentek meg a 19. század elején, majd 1900-ra Nagy-Britannia, az Egyesült Államok, Franciaország  és más modern nemzetek is átvették.
A 19. század piacgazdasága lehetővé tette a gyermekkornak mint a boldogság örömének idejének a koncepcióját. A gyárban készült babák és babaházak a lányokat örvendeztették meg, a szervezett sportokat és tevékenységeket pedig a fiúk játszották.
A cserkészetet Sir Robert Baden-Powell alapította 1908-ban, amely a fiatal fiúk számára olyan szabadtéri tevékenységeket biztosított, amelyek célja a jellem, a polgárság és a személyes fittségi tulajdonságok fejlesztése volt.
A gyermekkor jellege az amerikai vadnyugaton vitatott. A tudósok egyik csoportja Willa Cather és Laura Ingalls Wilder regényírók nyomán azt állítja, hogy a vidéki környezet üdvös volt. Katherine Harris  és Elliott West  történészek azt írják, hogy a vidéki nevelés lehetővé tette a gyermekek számára, hogy kiszakadjanak a városi kor- és nemi hierarchiákból, elősegítette a családok egymásra utaltságát, és végső soron olyan gyermekeket eredményezett, akik önállóbban, mozgékonyabban, alkalmazkodóképesebben, felelősségteljesebben, függetlenebben és a természettel szorosabb kapcsolatban voltak, mint városi vagy keleti társaik. Másfelől Elizabeth Hampsten   és  Lillian Schlissel történészek a magány, a nélkülözés, a bántalmazás és az igényes fizikai munka komor képét festik le már kiskoruktól kezdve. Riney-Kehrberg középső álláspontot képvisel.

### Kreativitás
A 20. század közepén Amerikában élénk érdeklődés mutatkozott az iránt, hogy intézményekkel támogassák a gyermekek veleszületett kreativitását. Ez segített átformálni a gyermekek játékát, a külvárosi otthonok, iskolák, parkok és múzeumok tervezését. A gyermekeknek szóló televíziós műsorok gyártói a kreativitás beindításán dolgoztak.
Megjelentek a készségfejlesztő játékok, melyeket úgy terveztek, hogy tanítsa a készségeket, illetve fejlessze a képességeket.
Az iskolák számára a tantervben új hangsúlyt kaptak a művészetek és a tudományok.
A hangsúly az 1980-as években megfordult, mivel a közpolitika a teszteredményekre helyezte a hangsúlyt, az iskolaigazgatók pedig leértékelték mindazt, amit nem a szabványosított teszteken pontoztak.  2000 után néhány gyereket megbabonáztak a mobiltelefonjaik, gyakran ellenőrizték szöveges üzeneteiket vagy Facebook-oldalukat.  A Facebook ellenőrzése és az sms-üzenetekre való válaszadás a részvételi kultúra egyik formája. A részvételi kultúra a médiával való foglalkozást, valamint a hang és az identitás fejlesztését jelenti. Ezáltal a gyerekek képesek hangjukat és identitásukat a felnőttektől elkülönített térben kifejleszteni (Henry Jenkins). Az ENSZ gyermekjogi egyezménye szerint a gyermekeknek joguk van ahhoz, hogy online részt vegyenek az őket érintő ügyekben. Joguk van ahhoz is, hogy véleményt nyilvánítsanak bizonyos ügyekről, és ezeket a véleményeket a felnőtteknek meg kell hallgatniuk. A digitális környezetekben való részvétel hozzáférést biztosít a gyermekek számára a világméretű kérdésekhez, és azt is lehetővé teszi számukra, hogy eldöntsék, életük mely részeit akarják magánügyeiknek megtartani, és mely részeit akarják nyilvánosságra hozni.

## Fordítás
- Ez a szócikk részben vagy egészben  a   History of childhood című angol Wikipédia-szócikk fordításán alapul.  Az eredeti cikk szerkesztőit annak laptörténete sorolja fel. Ez a jelzés csupán a megfogalmazás eredetét és a szerzői jogokat jelzi, nem szolgál a cikkben szereplő információk forrásmegjelöléseként.